# Centropages halinus
Centropages halinus is een eenoogkreeftjessoort uit de familie van de Centropagidae. De wetenschappelijke naam van de soort is voor het eerst geldig gepubliceerd in 1988 door McKinnon & Kimmerer.